# Commission de protection du territoire agricole du Québec
La Commission de protection du territoire agricole du Québec est un organisme de régulation chargé de l'application de la Loi sur la protection du territoire et des activités agricoles et de la Loi sur l'acquisition des terres agricoles par des non-résidents.

## Composition
La Commission est composée d'au plus 16 membres nommés par le gouvernement.